# Konak (Chorwacja)
Konak – wieś w Chorwacji, w żupanii zagrzebskiej, w mieście Vrbovec. W 2011 roku liczyła 115 mieszkańców.